# 曲睾棘口吸虫
曲睾棘口吸虫（学名：Echinostoma bancrofti）为棘口科棘口属的动物。分布于澳大利亚以及中国大陆的福建、河北、北京等地，营寄生生活，宿主苦恶岛（福建）、白骨顶（福建、北京）、红骨顶（北京）、黑水鸡以及寄生于肠。

## 外部連結
- 寄生蟲學-Nematoda(線蟲)-Echinostoma spp.(棘口吸蟲) （页面存档备份，存于）